# Julien Anquetin
Julien Anquetin (né le 10 février 1992) est un cavalier français de saut d'obstacles. 

## Biographie
Il passe un baccalauréat professionnel, puis démarre immédiatement son activité de cavalier professionnel dans les écuries de sa famille, partagées avec son père dans le département de l'Eure. Il travaille au quotidien avec environ 20 chevaux. Il est notamment formé par Simon Delestre.
Il connaît une belle ascension sportive en 2022 et 2023. Sa victoire au Saut Hermès de 2024 à l'âge relativement jeune de 31 ans, représentant sa première victoire en Grand Prix 5 étoiles, et la plus belle victoire de sa carrière, fait pressentir sa future sélection pour les Jeux olympiques d'été de 2024.

## Palmarès

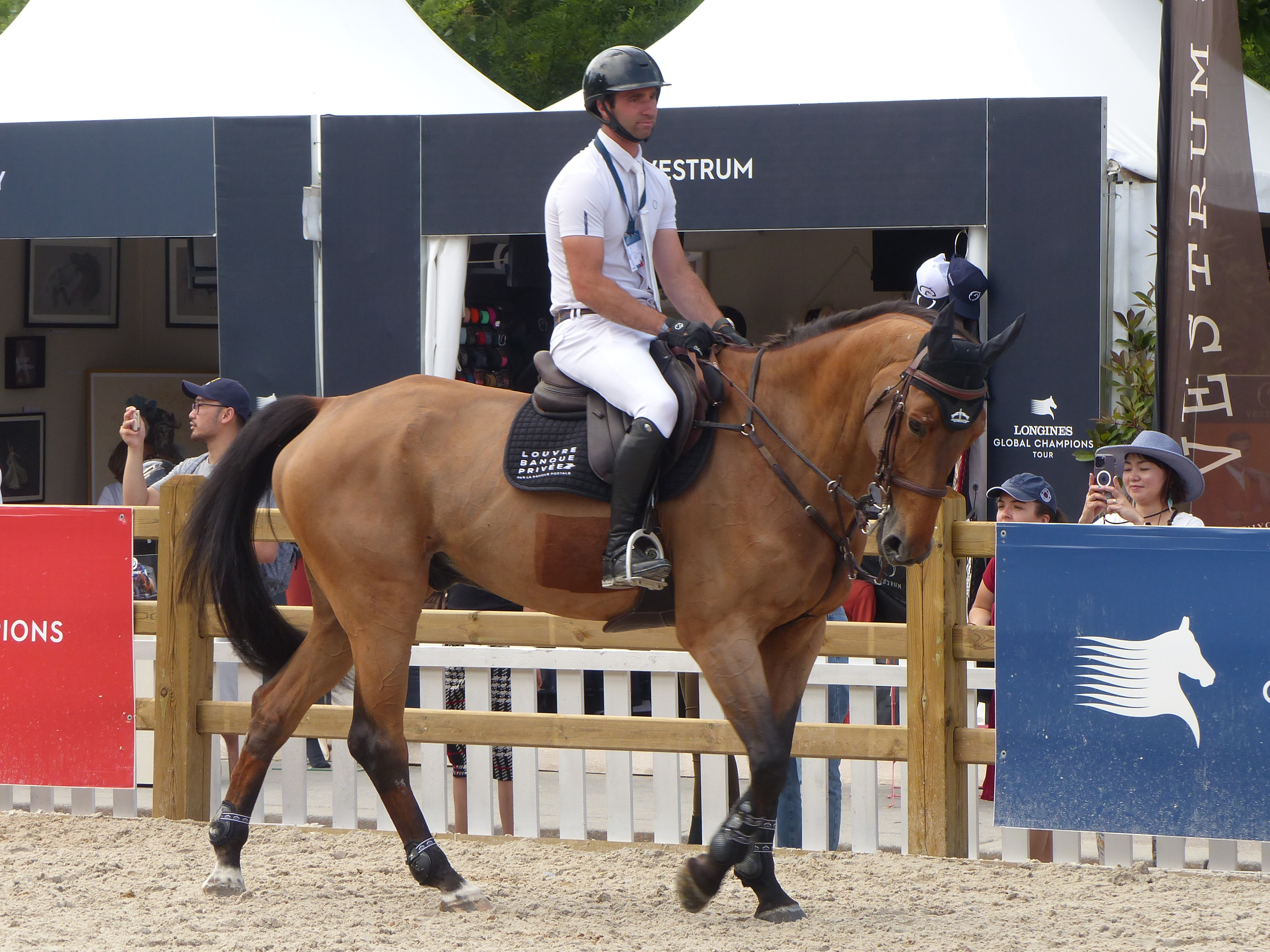
Julien Anquetin et Gravity of Greenhill au Paris Eiffel Jumping de 2023.

En mars 2024, il est classé 72e mondial de sa discipline. 
- octobre 2023 : vainqueur du Grand Prix du CSI4* de Saint-Lô avec Blood Diamond du Pont[3],[10] ;
- décembre 2023 : vainqueur du Grand Prix du CSI 5*-W de La Corogne avec Blood Diamond du Pont[11] ;
- mars 2024 : vainqueur du Grand Prix du CSI5* du Saut Hermès à Paris avec Blood Diamond du Pont[3],[12] ;
- mai 2024 : vainqueur de l'épreuve d'ouverture de l'étape Global Champions Tour de Shanghai à 1,45 m avec Farah Tame[13].

## Chevaux
Il a obtenu la majorité de ses victoires avec son cheval Blood Diamond du Pont. Il dispose aussi dans ses écuries des chevaux Z Ice Cube Z, Farah Tame, Fun d'Elle et Gravity of Greenhill.  